# Зюзин, Анатолий Васильевич
Анатолий Васильевич Зюзин (1923—2007) — генерал-майор Советской Армии, участник Великой Отечественной войны.

## Биография
Анатолий Васильевич Зюзин родился 23 ноября 1923 года в городе Москве. В 1941 году был призван на службу в Рабоче-Крестьянскую Красную Армию Дзержинским районным военным комиссариатом. К началу Великой Отечественной войны был курсантом Московского военно-инженерного училища. С началом боевых действий ускоренным курсом был выпущен из училища, после чего был направлен на фронт, заняв должность командира сапёрного взвода 108-го отдельного сапёрного батальона 53-й стрелковой дивизии.
Участвовал в битве за Москву. 15 февраля 1942 года был ранен. По излечении стал командиром 1-й сапёрной роты того же батальона. Принимал участие в освобождении Украинской ССР, особенно отличившись при освобождении города Изюма Харьковской области, где его рота установила 2800 мин на переднем крае советской обороны, построила значительное количество дзотов и прочих оборонительных укреплений. Успешно действовал и при форсировании Днепра, где сапёры вверенного ему подразделения переправили до тысячи бойцов и командиров, десятки единиц боевой техники. В 1944 году был отозван с фронта и направлен для дальнейшего прохождения службы в Московское военно-инженерное училище на должность воспитателя, затем командовал ротой курсантов.
После окончания войны продолжал службу в Советской Армии. В 1987 году вышел в отставку в звании генерал-майора. Умер в июле 2007 года.

## Награды
- 2 ордена Отечественной войны 2-й степени (12 октября 1943 года, 11 марта 1985 года);
- 2 ордена Красной Звезды (19 мая 1943 года, 1956);
- Медали «За боевые заслуги», «За оборону Москвы» и другие медали, в том числе иностранные.